# 鞍手信号場
鞍手信号場（くらてしんごうじょう）は、福岡県鞍手郡鞍手町中山にある西日本旅客鉄道（JR西日本）山陽新幹線上にある信号場。

## 概要
小倉駅から22.5 km西方（東京起点1035.7 km地点）に位置する。同駅と博多駅のほぼ中間部に新幹線鞍手保守基地（以降は鞍手保守基地と表記）が設けられ、そちらへ分岐するために信号場も設けられた。

## 歴史
- 1975年（昭和50年）3月10日：山陽新幹線 岡山駅 - 博多駅間延伸開業と同時に開設[1]。

## 構造
鞍手保守基地へ分岐するための信号場（前述）であり、山陽新幹線下り小倉方に鞍手保守基地への渡り線がある。渡り線は山陽新幹線上り本線と平面交差したのち、鞍手保守基地へ分岐する。
なお、鞍手保守基地の構内は非電化で、そちらへの連絡線も非電化単線。出入口は門で閉ざされているが、保守用車が出入りする時間帯のみ開けられる。

## 周辺
- 九州自動車道
  - 鞍手PA
  - 鞍手IC
- 福岡県道29号直方宗像線
- 福岡県道472号直方鞍手線

## 隣の駅
西日本旅客鉄道（JR西日本）
 山陽新幹線
小倉駅 - 鞍手信号場 - 博多駅